# Kevin Figaro
Kevin Figaro (Lafayette, 16 ottobre 1959) è un ex cestista statunitense, professionista in Francia.

## Carriera
Venne selezionato dagli Atlanta Hawks al quarto giro del Draft NBA 1981 (75ª scelta assoluta), ma non giocò mai nella NBA.

## Palmarès

### Individuale
- LNB MVP straniero: 1

Challans: 1985-1986
- All-CBA Second Team (1984)